# 格兰库尔莱帕
格兰库尔莱帕（法語：Grincourt-lès-Pas，法語發音：[ɡʁɛ̃kuʁ lɛ pa]，意为“帕附近的格兰库尔”）是法国上法蘭西大區加来海峡省的一个市镇，属于阿拉斯区。

## 地理
格兰库尔莱帕（50°10'7"N, 2°29'38"E）面积2.79 平方千米，位于法国上法蘭西大區加来海峡省，该省份为法国北部沿海省份，西北濒北海，南至索姆省，东临北部省。
与格兰库尔莱帕接壤的市镇（或旧市镇、城区）包括：吕舍、蒙迪库尔、阿图瓦地区帕、瓦尔兰库尔莱帕。
格兰库尔莱帕的时区为UTC+01:00、UTC+02:00（夏令时）。

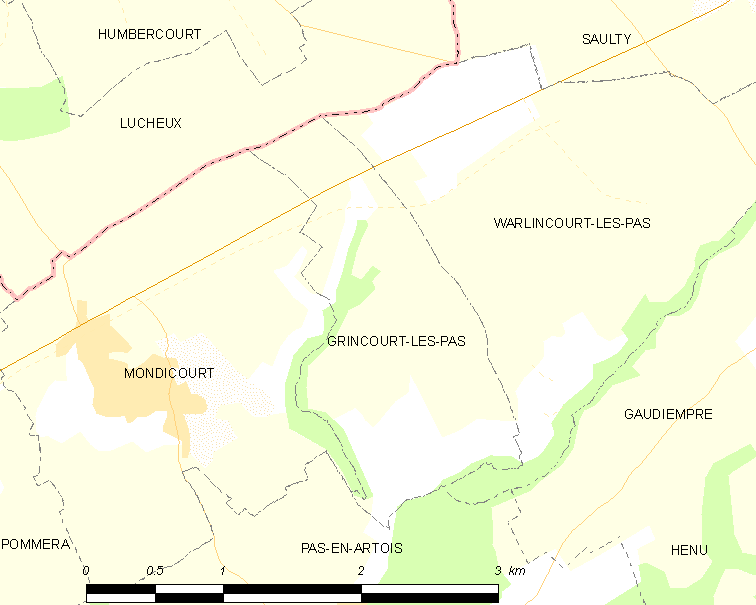
格兰库尔莱帕的OSM定位图

## 行政
格兰库尔莱帕的邮政编码为62760，INSEE市镇编码为62389。

## 政治
格兰库尔莱帕所属的省级选区为阿韦讷勒孔特县。

## 人口

1962-2008年间格兰库尔莱帕人口变化图示

格兰库尔莱帕于2022年1月1日时的人口数量为30人。